# فنون نفوذ

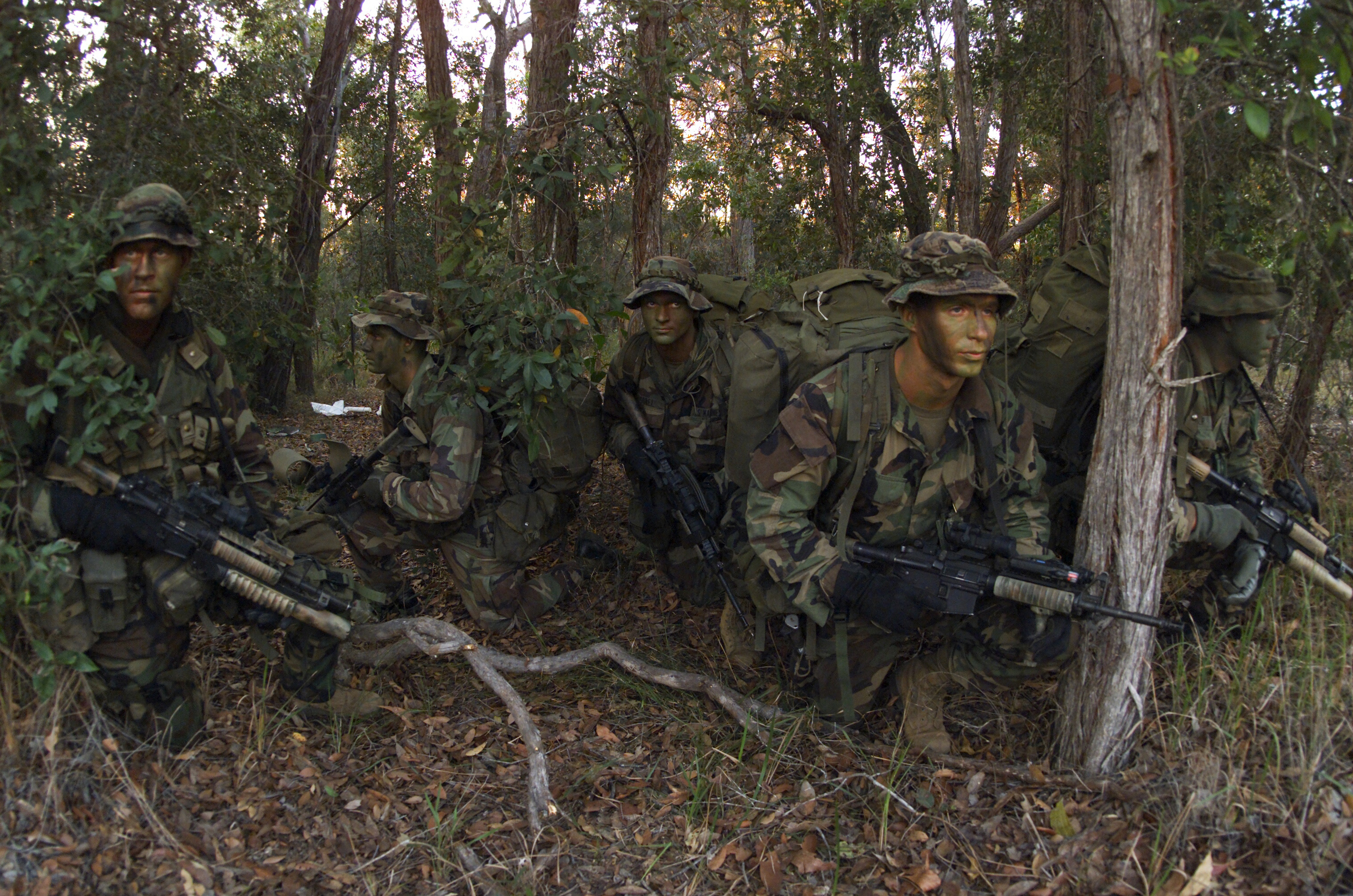
تمرین شناسایی عمیق در سال ۲۰۰۳، گروه براوو، گردان ۳ شناسایی، لشکر ۳ دریایی ایالات متحده

در جنگ، فنون نفوذ شامل نیروهای مستقل کمکی پیاده‌نظام است که در طی آن نیروها به مناطق پشت دشمن می‌روند و با عبور از نقاط قوت خط مقدم دشمن، تا از حمله نیروهای دشمن پیگیری با سلاح‌های سنگین تر جدا می‌کنند. سربازان برای شناسایی نقاط ضعف دشمن و انتخاب مسیرها، اهداف، لحظات و روشهای حمله ابتکار عمل می‌کنند. این امر به تجربه و مهارت بالایی احتیاج دارد و می‌تواند با تجهیزات و سلاح‌های ویژه ای تکمیل شود تا گزینه‌های نبرد موضعی بیشتری در اختیار آنها قرار گیرد.
اشکال مختلف این تاکتیک‌های پیاده‌نظام توسط تیراندازها و نظام غیر کلاسیک از دوران باستان مورد استفاده قرار می‌گرفت، اما فقط به عنوان یک تاکتیک دفاعی یا ثانویه. تعیین پیروزی در میدان جنگ توسط دست آمد مبارزه با شوک تاکتیک با پیاده‌نظام سنگین یا سواره نظام سنگین، به‌طور معمول شارژ یکهو در برابر نیروی اولیه از حریف است. در زمان جنگ اوایل جنگ مدرن، قدرت آتش دفاعی این تاکتیک را بیش از پیش هزینه کرد. هنگامی که جنگ سنگر در اوج جنگ جهانی اول به اوج خود رسید، بیشترین حملات با شکست‌های کامل همراه بود. حمله از ترنچ‌ها توسط گروه‌های کوچکی از سربازان باتجربه، استفاده از مخفیکاری و پوشش معمولاً بکار رفته و غالباً موفق بود، اما اینها نتوانستند به پیروزی قاطع دست یابند.